# Scottsburg (Virgínia)
Scottsburg é uma cidade  localizada no estado norte-americano de Virginia, no Condado de Halifax.

## Demografia
Segundo o censo norte-americano de 2000, a sua população era de 145 habitantes.
Em 2006, foi estimada uma população de 147, um aumento de 2 (1.4%).

## Geografia
De acordo com o United States Census Bureau tem uma área de
1,9 km², dos quais 1,9 km² cobertos por terra e 0,0 km² cobertos por água. Scottsburg localiza-se a aproximadamente 131 m acima do nível do mar.

## Localidades na vizinhança
O diagrama seguinte representa as localidades num raio de 32 km ao redor de Scottsburg.